# Il pranzo della domenica
Il pranzo della domenica è un film del 2003, diretto da Carlo Vanzina.

## Trama
La vita di Franca Malorni, esponente della buona borghesia della Capitale, cambia di colpo quando il marito (un affermato avvocato matrimonialista) muore. Le sue morbose attenzioni si riversano, così, sulle tre figlie: Barbara, Sofia  e Susanna, tutte sposate, obbligate ogni domenica a recarsi a pranzo da lei con le rispettive famiglie. Durante una di queste riunioni, Franca ha un incidente domestico e si rompe un femore. Nel corso della sua degenza, lunga e faticosa, emergono i piccoli dissidi ed i problemi che si celano dietro la facciata di famiglia perfetta.
Barbara fa la casalinga, è sposata con Maurizio, proprietario di un vivaio, ed è affetta da una grave depressione, dovuta principalmente alla mancanza di figli. Durante lo svolgimento del film, Barbara riesce a guarire dalla depressione e, dopo un viaggio a Venezia, scopre di essere incinta. Alla fine si vede il battesimo del bambino, che a detta della nonna "è un Malorni fatto e finito".
Sofia fa la casalinga, è sposata con Nicola, giornalista sportivo con tendenze politiche di sinistra e i due hanno quattro figli. Verso l'inizio del film Nicola, ospite in una trasmissione sportiva, accusa in diretta televisiva Silvio Berlusconi di non pensare ai reali problemi dell'Italia e di dedicarsi unicamente al calciomercato. Nel corso del film Sofia chiede al cognato Maurizio di far assumere il marito da qualcuno. Maurizio allora parla con il direttore di una rivista botanica, che assume Nicola come giornalista. Le cose non vanno bene perché Nicola litiga con il suo primo intervistato, un ricchissimo marchese. Quando viene a sapere che Sofia si è rivolta a Maurizio per farlo assumere, Nicola litiga con la moglie, che va via di casa, rifugiandosi da una sua amica in campagna. In una delle ultime scene del film, i due si riappacificano e Nicola partecipa a L'eredità, riuscendo a vincere 350.000€.
Susanna fa la commessa in una boutique, è sposata con Massimo, avvocato matrimonialista, esperto nel ridurre sul lastrico i mariti infedeli e i due hanno una figlia. In realtà egli stesso ha numerose relazioni e, quando la moglie lo viene a sapere, lo caccia di casa e chiede la separazione. Susanna quindi frequenta il medico che cura Franca, ma si capisce che lo fa solo per ripicca. Alla fine Susanna decide di ritornare con il marito, ormai pentito dei suoi tradimenti, ma si rivolge a lui in veste di avvocato, per ottenere un risarcimento economico dalle varie donne di suo marito.
Punto centrale della storia è Franca, che attira l'attenzione delle figlie, che la assistono solo per dovere poiché hanno un rapporto molto conflittuale. Tutti i personaggi comunque, si rivolgono a Franca per avere consiglio e sarà proprio lei che, fingendo un aggravamento delle sue condizioni, farà ritornare Sofia a casa, spronerà Barbara ad essere felice e convincerà Susanna a perdonare il marito. L'ultima scena del film si svolge alcuni mesi dopo, a casa di Franca, con tutta la famiglia di nuovo riunita e la donna, correndo a chiamare la cameriera perché porti dello spumante, cade rovinosamente a terra, lasciando presagire una nuova frattura del femore.

## Riconoscimenti
- Nastro d'argento 2003
  - Candidatura alla migliore attrice non protagonista a Giovanna Ralli
  - Candidatura al miglior attore non protagonista a Rocco Papaleo e Maurizio Mattioli